# Abies delavayi
Abies delavayi е вид ела от семейство Борови (Pinaceae). Видът е незастрашен от изчезване.

## Разпространение
Разпространен е в Китай, Индия, Мианмар и Виетнам.